# Massengrab in Novo mesto
Auf dem Gebiet der Stadtgemeinde Novo mesto in Slowenien wurde bisher (Stand Februar 2024) ein Massengrab in Uršna sela aus dem Zweiten Weltkrieg gefunden.
- Das Massengrab der Mihovec-Höhle (Slowenisch: Grobišče Mihovska jama), auch bekannt als das Massengrab in der Mihovec-Kluft über der Šuštarček-Bergwiese (Grobišče Mihovska prepadna nad Šuštarčekovo košenica), liegt südwestlich von Mihovec. Eine Partisanen-Einheit erschoss zwischen dem 21. und 23. Oktober 1943 vor der Höhle 14 bis 17 Slowenen und warf ihre Leichen in die Höhle. Die Namen von neun Opfern sind bekannt und in ein Gedenkkreuz an der Stätte eingraviert.[1]